# セル画
セル画（セルが）は、セルアニメの制作過程において用いられる絵。

## 概要
セル画は、「セル」とよばれる透明なシート状の画材に、「アニメカラー」と呼ばれる絵具を使用して描かれる。「セル」の名称の由来は、かつて透明シートの素材にセルロイドが使用されていたことに由来するが、セルロイドは自然発火などの危険性があることから、1950年代よりアセテート繊維製の物に移行した。
セルアニメ制作において、セル画は通常は単体で使用されるものではなく、背景を描いた紙（背景、BG）の上に複数枚を重ね、動きのある部分のみを差し替えて、16ミリや35ミリフィルムで撮影するなどの方法で利用される。一方、グッズのパッケージやアニメ雑誌の表紙など、セル画単体で使用されるために制作された「描き起こしセル画」なども存在する。
1990年代後半より、アニメの制作現場がセルアニメからデジタルアニメに移行したことにより、2000年代には制作されなくなった。ただし、「RETAS STUDIO」などのデジタルアニメ制作ソフトにおいても、旧来の「セル」に相当するデジタルオブジェクトの名称として、そのまま「セル」が使用されている。
セル画は本来、あくまでセルアニメ制作の一過程における中間生成物である。「撮影まで持てばよい」という代物であり、長期の保存が考慮されていない。後に美術品としての価値が見いだされ、売買・展示・保存されるようにもなったが、紫外線や加水分解により、容易に劣化する。2000年代以降は美術品としてのセル画の人気の高まりにより、耐光インキを使ったデジタルプリントにより長期の保存を考慮した、売買・展示用のセル画も制作されている。
アニメのオープニングなど、特定のシーンで使われたセル画の人気が特に高い。「原画」または「動画」（原動画）と呼ばれる絵の描かれた紙と、「トレスマシン」または「ゼロックス」と呼ばれるコピー機さえあれば容易に複製できるため、本放送用で使われたセル画とは別に、販売・頒布用に安価に量産されたセル画や、また量産品であっても美術品として高価に販売されるために手間をかけて作成されたセル画も存在する。複製が容易であることと、市場価値の高さから、非著作権者による非正規の複製品も市場に出回っている。
セル画は、主婦の内職を中心とするアニメーターの人海戦術によって制作されていた。複数人のアニメーターで描写方法を統一させるため、輪郭や境界線をはっきり線で描き、色や影のグラデーションを単純化させ段階的に表現する手法が開発された。この手法はアニメ絵とも呼ばれている。
2000年代まで、「セル」および「アニメカラー」は画材として市販されており、アマチュアのクリエーターによる「同人セル画」の制作も行われた。アニメの専門学校でも制作技法が教えられていた。

## 要素
セル画はトレス線と塗りによって構成される。

### トレス線 (セル)
セルアニメにおけるトレス線（）は動画をトレースしてセルに描かれた線である。
キャラクター輪郭線のような主線、あるいは陰影やハイライトといった色面の塗り分け線として描かれる。「トレス線」の語に色の意味合いはないが、黒以外の色で描かれたことを強調したい場合は「色トレス線」と呼ばれる。また、色トレス線との対比で黒色で描かれたことを強調したい場合は「実線」と呼ばれる。

#### 色トレス線 (セル)
セルアニメにおける色トレス線（）は動画を黒以外の色でトレースしてセルに描かれた線である。
色トレス線は色がついたトレス線である。黒以外の色で表現される主線、あるいは陰影やハイライトといった色面の塗り分け線として描かれる。デジタルアニメへの移行により、セルに描かれた絵具の線としての色トレス線はなくなることになった。一方で「色トレス線」という語はニュアンスを引き継ぎつつ異なる意味の語として使われて続けている（原動画に色鉛筆で描かれた線としての「色トレス線」）。

## 制作工程

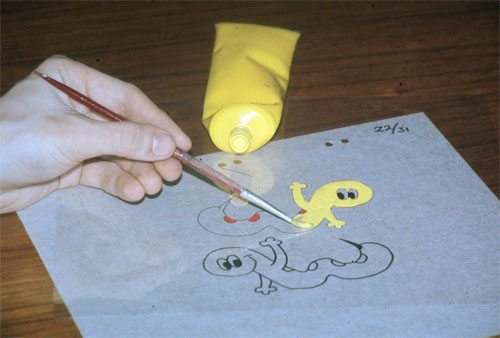
セルの着色

以下、一般的な日本のセルアニメにおけるセル画の制作工程について述べる。（「描き起こしセル画」や「同人セル画」など、特殊なセル画に関しては後述する）

### 動画
まず、動画を用意する。「動画」の工程から上がってくる。

### 色彩設定および色指定
プロダクションの方で色彩設定を参考に色指定を行う。色彩設定や注意事項は、間違いのないようにコピーして事前にみんなに配る。色指定は、動画用紙にアニメカラーの色指定番号などの指示を書き込み、トレスマシンにかけたセルと一緒に「仕上」の工程に送られる。仕上に送る前に、動画検査による「動検チェック」が入り、送る動画に不備がないかチェックする。

### 仕上
セルアニメ制作における仕上は線で描かれた動画から色の塗られたセル画を作成する工程である。動画仕上げとも。
仕上はトレスと彩色の2工程からなる。
セルを下請けの仕上げさんとやり取りする方法は、郵送なので、それなりの時間がかかる。1980年代に入るとバイク便のサービスが都内で開始され、即日のやり取りが可能となったが、それでも時間がかかる。外国に送る場合はさらに時間がかかる。アニメ制作のデジタル化は、電送でセルを仕上げさんと一瞬でやり取りできるようになるというメリットもあった。

#### トレス
トレスは紙に描かれた動画をセルに転写する工程である。トレースとも。
当初は手作業のハンドトレスで、1960年代以降はトレスマシンによるマシントレスでおこなわれた。移行の際には多くのトレスさんが解雇された。トレスマシンによるトレスは人件費削減の効果があったが、他に原画のタッチが失われないという利点もあった。
トレス技法として同トレス、同トレスブレ、色トレスなどが存在する。色トレスではアニメカラーを使ったハンドトレス、あるいは色カーボンを利用したマシントレスにより実現される。色カーボンは値段と扱いに難点があり、商業では一部の作品でのみ採用された（例: となりのトトロの茶カーボン）。

#### 彩色
彩色（さいしき）には、アニメカラーと呼ばれる専用塗料が使用される。既製品の色数は限られていたが特注のオーダーも可能であった。
制作の工程上、トレスされたセルの裏面に彩色するため、輪郭や境界線が線として現れる。また多数のスタッフで行う為、色や陰影のグラデーションを統一、単純化させ段階的に表現する手法で行われていた。この着色表現方法は「アニメ塗り」とも言われている。

### 仕上げチェック
仕上げたセルをプロダクションに送付後、プロダクションの方で仕上げ検査による「仕上げチェック」を行う。仕上げチェックでOKが出た場合は撮影に回されるが、リテーク（リテイク）となった場合はそのセル画を破棄し、仕上の工程をやり直す「再仕上」を行う。もしくは、もう時間がない場合は「カブセ」でごまかすか、リテークせずにそのまま使用する。アナログ時代は彩色さんとプロダクションとの間でセル画を物理的にやり取りするため、リテークの制作に相当の時間がかかることから、時間的に明らかに不可能な場合も多く、リテーク指示が出されることはそれほど多くない。基本的に作品のクオリティよりも放送のスケジュールが優先されるので、リテーク指示票を無視して撮影に回すこともままある。

## セル画の分類

### 生セル
- 生セル - まっさらなセル。まだ何も描かれていない。タップ穴が開いている製品もある。タップ穴が開いていない場合は自分で開ける。
- ロールセル（巻きセル） -  プロダクションに巻いた状態で保管してある、長大なセル。大判セルなどを使用する時、必要な大きさにカットして使う。タップ穴は自分で開ける。
- 3穴 - 「穴あけ機」（タッピング機）で3つのタップ穴を開けたもの。セルを撮影する際、日本では1960年代までは「カド合わせ」で位置を合わせており、タップ穴が開いていなかったが、1960年代より位置合わせのためにタップ穴が開けられるようになった。タップ穴の形は、当初は四角だったが、1970年代より丸い穴が主流になった。鷺巣政安によると、タップ穴がタップにきっちりはまらずに割れてしまう事があり、補修が面倒だったので、鷺巣政安（TCJ）やうしおそうじ（ビープロ）らが丸いタップ穴開け機を考案した、とのこと[9]。実は3穴のアニメタップは世界共通規格である[10]。
- 5穴 - 5つのタップ穴が開いている。大判の時などに使う。
- 2穴 - 業務用の「穴あけ機」は特注品で、極めて高価なため、同人アニメでは市販の2穴パンチで代用された。2穴パンチは一応JIS規格があるものの、製品やメーカーごとのブレが大きい。そのため、アニメタップはその特定のパンチに合わせて自作する必要がある。2穴だとやはり撮影する時にズレやすい（「セルガタ」）。

### セルの素材
- プロのセルアニメ制作の現場では、「生セル」が用いられた。
  - セルロイド - これが本来の「セル画」である。1910年代〜1950年代にかけて用いられた。映画の撮影フィルムにも用いられていたセルロイドは熱に弱く、自然発火のリスクが付きまとう危険なものであった。そのため不燃性の素材の研究が進められた。
  - トリアセチルセルロース(TAC) （アセテート繊維） - 1950年代から用いられた。日本のアニメ業界では富士写真フイルムの「フジタック」ブランドから発売されたアニメ用TACが長らく市場で独占的な地位を築いた。1985年頃からはアメリカとの合作などから、コダック社のTACの価格の安さが認知され、やがてこちらが使用される場合も増えた。
- 同人の場合、特に地方では生セルは入手が難しいため、透明なシート状の物質で入手可能な物なら何でも用いられた。1970年代までは、（当時の小学生の間で普及していた）セルロイドの下敷きやサランラップに絵を描いていた人もいたらしいが、1980年代になると合成樹脂製のシートが普及し、アニメ雑誌などを通じてノウハウも広まった。
  - OHPシート - 素材はポリエステルである。厚さは0.1mm程度。生セルとアニメカラーは1980年代にはアニメイトなどのアニメ専門店で市販されるようになったが、近くにアニメイトが無い場合は当然入手できないし、またコストもかかったので、大きめの事務用品店などで地方都市でも購入できたオーバーヘッドプロジェクタ（OHP）用のOHPシートが用いられた。塗料も、アニメカラーではなく市販のポスターカラーやアクリル絵具などで代用された。学校のアニメ研究会などの場合、OHPシートや画材は学校の備品として安く購入でき、また学校のOHPシート対応コピー機（ゼロックス）を使わせてもらえる場合もあったので、これが最適解であった。ポスターカラーは塗料のノリが悪く、またアクリル絵具はシートをペコペコすると割れてしまうので、シートへの定着・割れ防止・透け防止の為に木工用ボンドを混ぜるなどのテクニックが開発された。1982年に発売されたアクリルガッシュは塗料のノリが非常に良く、同人だけでなくプロでも版権セル画で使用する例があった。2000年代までにセル画がPC用アニメ制作ソフトに駆逐されたのと同様、オーバーヘッドプロジェクタも液晶プロジェクタとPC用プレゼンソフトに駆逐されてしまったが、OHPシートはプリンター印刷可能な汎用の透明フィルムとして2020年代まで生き残っている。百円ショップでも販売されているため、1980年代と同じ手法による「同人セル画」の制作は現代でも容易である。
  - プラ板（プラバン） - 素材はポリスチレンである。厚さは0.3mm程度。時代や環境の関係で、OHPシートすら入手できない場合、工作・模型用などとして模型店・玩具店などで販売されていたプラ板が用いられた。塗料も、同じ店で売られていたプラモデル用のプラカラー（タミヤカラーやMr.カラーなど）が用いられた。入手しやすいわりに塗料のノリは良い。「セル重ね」を行うと、プラの厚みにより激しい「セル浮き」「セルガタ」「影パカ」が発生するが、これでアニメを作る事は不可能ではない。オーブントースターなどで焼くと縮んで硬くなり、これは「アクリルキーホルダー（アクキー）」「アクリルスタンド（アクスタ）」という別の同人グッズとなる。なお、模型店で資材を入手し、プラ板とプラカラーで「セル画」の制作を行うホビーストは、1979年以降のガンプラブームに伴って層が拡大し、これに注目したアリイの『ザ★アニメージ』シリーズが1981年より、実線が印刷されたプラカラー彩色用のセルを自社キャラクターのプラモデルに付属させて販売するようになった。

### サイズによる分類
- スタンダードセル - テレビアニメ作品（4:3制作）で一般的に用いられてきた268mm×228mmサイズのセル。
- 中判セル - スタンダードに比べ、横に長いセル。B4サイズが基本。「中版セル」と表記される場合もある。
- 大判セル - 中判以上のサイズのセルの総称。「大版セル」と表記される場合もある。
- ビスタサイズ - 劇場版アニメ作品（16:9制作）に使われる345mm×230mmのセル。

### シーンによる分類
- オープニング・エンディングセル - アニメのオープニング、エンディングに使用されるセル画。丁寧に作られている場合が多く、アニメの顔として認知度も高いので、有名作品では非常に高額で取引されている場合がある。OP・EDセルとも。
- アイキャッチセル - テレビアニメ作品のアイキャッチに使用されるセル画。
- アバンタイトル - 作品冒頭（アバンタイトル、プロローグ）で使用されるセル画。プロローグ、アバンとも。
- BANKセル - 魔法少女の変身シーンなど、作品中で複数回使用される場面（BANK）のセル画。またはコレクター用語で自分のお気に入りのセルのこと。
- 劇場版 - 劇場版作品で使用されるセル画。一般的にビスタサイズを使用したセル。裏トレスによる彩色など、テレビアニメよりも手間がかかっていて綺麗なことが多い。
- ENDセル - 各シーン最終のセル画。セルの端にカットナンバーと共に「END」と書かれている場合が多い。
- 中割り（中落ち） - 原画間のつなぎのセル画。あくまで映像として見られる前提のため、キャラが変な顔になっている場合がある。これは作画崩壊ではなく、プロの技術であるが、単体の「セル画」としてファンに配布・販売された際には理解されず、嫌がられた。

### 商業のセル画
- 描き起こしセル画 - 放送用とは別に、新たに描き起こしたセル画。版権用に起こしたもの、販売用に起こしたもの、などがある。原動画をセル画に起こすことを「セル起こし」と呼ぶ。版権用の描き起こしは、一点物で非常に気合が入っている。販売用に起こしたセル画は、名シーンの人気キャラなどを抜き出してセルに起こしたもので、アニメ雑誌の通信販売などでファンに安価に販売されており、大量生産で粗雑な塗りが多い。ただし、本放送と同じ動画をトレスマシンにかけている場合は、素人には本放送用セルと見分けがつかない場合がある。この販売用セルは、後年に「本放送で使用されたもの」と偽って、非常に高価で中古に流される場合があり、「オコシ」と呼ばれて嫌がられた。
- オコシ - セル画の偽造品。有名作品のセル画はマニアが高く買い取るのが判明し、オコシが流通した。本放送のブラウン管から「目コピ」で起こした同人セル画ならともかく、動画用紙に描かれた動画が外部に流出したのをトレスマシンにかけて作った場合などは、本物と見分けがつかない。当時はファンイベントなどでセル画とセットでその元となった動画を配布・販売する場合が多く、その動画をもとにオコシが作られた（ただし、トレスマシンは極めて高価で、個人で入手できるような代物ではなく、内部の人間の犯行の可能性がある）。本放送とよくよく見比べると塗りが違うので解るかもしれないが、現物だけではわからない。これが判明すると、オコシの流通を避けるために動画を外部に配布せずに回収するプロダクションが現れたり、またマニアもセル画を必ず動画とセットで保管することで本物であることを担保するようになった（その結果、現在は劣化したセルの絵具が動画用紙にくっついて取れなくなっていることが多い）。新宿のアニメグッズ専門店「アニメック」にトレスマシンが設置されており、1枚100円で生セルにトレスできたが、オコシが問題になった後に撤去された。
- カブセ（被せセル） - 着色ミスなどの修正のためにセル画の上から被せるセル画。ラッシュチェックなどの下流工程でミスが見つかった場合、もう時間が無くて描き直すわけにいかないので、カブセにするしかない。
- 版権セル（販促セル） - ポスターやグッズなどに使用するためにアニメ制作用途以外に制作されるセル画。本放送用セルのような主婦の内職ではなく、監督自身がセルに起こすなど、非常に気合を入れて制作される。トレスマシンだと線が劣化するので、線はゼロックスかハンドトレスである。基本的に「アニメ塗り」ではあるものの、エアブラシによるぼかしなど、アニメでは使いづらい手法も使えるので豪華である。大判セルのことが多い。
- リテイクセル - 演出の意図と違ったり、すごく下手だったり、エロすぎたりなどで、リテイクの指示が出て、本編で使われなかったセル画。本来はすぐにゴミとして破棄されるが、なぜか市場に出回っている。アニメ本編で使われていないだけで、プロのアニメーターが制作した本物であるが、ファンセルとの区別がしづらい。

### 同人のセル画
- 同人アニメ - 同人アニメ（自主制作アニメ）のセル画。セルアニメの制作はプロでさえ資金・時間・手間が非常にかかってとても大変だったが、1970年代末よりアニメブームに伴い、アマチュアでセルアニメを製作する集団がいくつも登場した。セルはOHPシート、塗料はアクリル絵具、カメラはコマ撮りができるCanon 514XL（Fujica ZC1000が理想だったが、数十万円する高価な物なので持っていた人は少ない）、これでアニメを個人で作ることが可能となる。ガイナックスの母体となった『DAICON FILM』など、アマチュアでアニメを完成させた者が後にプロになった例も多い。セル画が市場に現れる場合もあるが、アニメ専門学校の卒業制作として卒業生にのみ頒布された物、アニメ研究会が製作して学園祭でのみ上映されたものなど、アニメの頒布される範囲が限られるため、何のアニメに使われたセル画なのか解らない場合がある。基本的にクオリティはプロと比べて低いが、アニメ自体が目新しい時期なので、単純なものでも相当喜ばれたとのこと。
- ファンセル - 特定のアニメのファンによって制作されたセル画。アニメカラーや生セルはアニメイトなどのアニメ専門店で市販されていたため、これを使って個人でセル画を制作する人もおり、同人イベントや学校の文化祭のアニメ研究会のブースなどで販売されていた。個人レベルでトレスマシンを入手できるわけはなく、基本的にハンドトレスである（そのため、かえって商業アニメよりもセル画の保存が良い）。近くにアニメイトが無い地方民はセル画作成用の画材すら入手できず、ノウハウもほとんど無く見よう見まねなので、近所の模型店で購入したプラ板に模型用塗料（プラカラー）で色を塗るなど、涙ぐましい努力が見られた。アニメ雑誌などに載ったキャプチャをコピーしてそのままトレスしたものや、アニメが映ったブラウン管にサランラップをかぶせてマッキーでトレースした物をトレス台でセルに再トレースする「ラップスキャン」、アニメを見て自分の目でコピーして原画に起こした「目コピ」、などの手法がある。素人ながら本物並みに上手い人もおり、「描き起こしセル画（オコシ、本物の偽造品）」として販売される場合がある。

### 複製セル画
- 複製セル画 - 複製されたセル画。本放送と同じ動画用紙をもう一度トレスマシンにかけて彩色したもので、アニメ雑誌の通信販売などでファンに安価に販売されていた。本放送で使われたものが本物、残りは複製となるが、ほとんど見分けがつかない。トレスマシンだとすぐに線が劣化するので、長期保存には不適であるが、1枚数百円くらいで安かった。飾って鑑賞する場合はBGが無いと寂しいので、紙に印刷されたBGが付いている場合もある。アニメがデジタル化された2000年代以降は、未だ紙で描かれている動画用紙をスキャナーではなくトレスマシンもしくはゼロックスにかけて手で塗る手法や、デジタル彩色済みの動画やデジタルリマスタリング済の旧作から版を作って生セルに印刷し、紙の動画用紙の存在しない作品の複製セル画も制作されている。2000年代前半に、アニメのデジタル移行により生セルの生産が減少したことと、アナログ技術を持つアニメーターの減少により、複製セル画の価格が数万円～十数万円にまで跳ね上がったが、「リレイズセル画は高めでも売れる」[11]とのことで、高級な複製セル画の販売が続いている。
- リレイズセル - デジタル時代に制作された複製セル画の一種で、英語で書くと「re-raised cel」（和製英語）。デジタルへの移行でセル画は廃止されたが、敢えてセル画の形態で欲しいというファンに販売するために復活させたもの。『サザエさん』以外がデジタルに移行した2003年以降、『サザエさん』と並ぶ「生セル」の主要な用途となった。アナログ時代のアニメでもデジタルリマスター版がある場合はリレイズセルの制作が可能。
- リミテッドセル画 - 複製セル画の一種で、元のアニメと同じになるように忠実に複製されたもの。一方で、手描きなので、1枚も同じ作品が無いのがウリでもあり、通しナンバーが付いている。ディズニーが1950年代より力を入れており、鑑定書付きで極めて高価である。
- セリセル - 複製セル画の一種で、「セリグラフ」（セリグラフィ）という手法で制作されたもの。ディズニーが1950年代より力を入れており、量産が可能で、リミテッドセル画と比べて安い。「セリグラフ」というのは主にヨーロッパで使われる言葉で、日本ではシルクスクリーン印刷というのが一般的である。

### 手法による分類
- ハンドトレス
- マシントレス
  - トレスマシン
  - ゼロックス
- 印刷  - セルに絵の全体（実線と色）を印刷する。複製セル画を安価に量産できるので、アニメ制作用でなく記念・販売を目的に制作されたセルで使われる。2000年代以降に制作されたセル画はほとんどこれである。
  - シルクスクリーン - セルに同じ絵を印刷して量産する、古来からの手法。安価だが、色数（版の枚数）が増えるとそれだけコストもかかる。
  - ジクレ - 印刷版を使わず、専用のインクジェットプリンターを使って直接生セルに印刷する最新の手法。原理は市販のPC用プリンターと同じである。

### その他
- セルドロ - セル画の泥棒。セル画は1970年代にマニアの物々交換から始まって市場ができ、やがて1970年代末にはセルドロが登場し、盗品のセル画が市場に出回るようになり、アニメ関係者を悩ませた。当初はスタジオの前のゴミ袋から盗んでいったが、やがてスタジオの中から盗むようになった。撮影済みならともかく、撮影前のセルやBANKを盗まれると非常に困る。当時のアニメスタジオは出入り自由なところが多かったが、ガイナックスは『トップをねらえ!』で制作したBANKが盗まれて次作の『ふしぎの海のナディア』で使えなくなって激怒し、スタジオにオートロックを付けた。セルドロはガイナックスが1991年に制作した『おたくのビデオ』でもネタにされている。

## 内職としてのセル画制作
トレスは昭和時代においては主婦の内職の定番の一つとして、プロダクションから個人の下請けに卸されていた。例えば当時の『週刊現代』（1971年3月25日号）には、（1971年当時の金で）「月収10万円は軽いヒマ人向け新内職」と、嘘のような話が載っている。1960年代よりトレスの工程がトレスマシンに置き換わったことにより、トレスの内職はなくなった。
彩色も下請け発注されており、アニメがまだ「マンガ映画」と呼ばれていた時代から、主婦業などの合間にできる内職として婦人雑誌や求人雑誌などに掲載されていた。給料は歩合制で、1枚当たりせいぜい10円から15円と極めて安かったうえに、道具は自腹（1瓶300円くらいするアニメカラーは最低でも数十色は必要で、普通は100色を超える）、会社でリテークを食らった分は当然給料はもらえないので、大した利益にならなかったが、自分が担当したパートがテレビで放送され、エンドロールに名前が載るのは嬉しかったらしい。彩色さんになるための通信教育も存在し、婦人雑誌などに広告が掲載されていた。例えばアニメ制作会社として彩色の通信教育を行っていた民話社の1973年の広告では、ホームスタッフとして採用されれば下手でも3か月で元が取れ、経験を積めば月3万円の収入が得られ、しかも年2回のボーナスまで貰えるとある（なお現実はスタッフに登用されるのはごくわずかで、民話社は1974年に倒産し、1万人近くの被害者を出し、計画倒産の噂が流れた）。アニメ雑誌の登場後はアニメ雑誌にも通信教育の広告が記載されており、例えばスタジオロビンが運営する「東京彩画研究所」などが草創期より広告を出していた。ただし、内職詐欺の定番でもあった。例えばアナログ末期の2000年頃には、有料の講習だけ受けさせて、出来上がったセルは不良品だと言って引き取ってもらえないという「インチキ内職」が存在し、労働局が注意を喚起している。森川ジョージの母親は家計を助けるために内職として始めたが、必要な道具は買い取りで塗料の補充も必要であるが賃金は1枚1桁円なため元は取れなかったという。1990年代よりセル画の廃止と同時に彩色の工程がパソコンに置き換わり、彩色ソフトなどの専門知識が必要になったことにより、こちらも内職はなくなった。

## 歴史
アニメーションの技法としてセルを使った重ね合わせが用いられたのは、1914年1月、アメリカ、ジョン・ランドルフ・ブレイが世界初とされる。背景画をセルに描き、動くキャラクターを紙に描く技法を考案した。
同年12月、同じくアメリカのアール・ハードが、動くキャラクターをセルに描き、背景画などを紙に描く技法を考案し、その後この技法は普及した。
1927年に大藤信郎が影絵アニメ「鯨」の一部で使ったものが日本初のセルアニメとされている。
1930年代の日本ではアニメ制作スタジオの規模が極めて小さく、アメリカのディズニーのような大規模な制作スタジオがなかったため、切り絵アニメが一般的であり、高価なセルの導入は遅れた。切り絵より表現が優れていると分かっていても、非常に高価で使用できるものではなかった。使用される場合もアニメ全編ではなく、部分的な使用に留まっていた。

### セル洗い
撮影が済んだセル画は、通常は廃棄されるが、アニメ草創期において、セルは非常に高価だったため、使用済みのセルは洗浄して再利用されていた。作業は主に新人の撮影マンなどが行っていた。しかし洗浄による無数の傷が付き、また薬品のためにシワが出来るため、再利用は3回くらいが限度だったという。例えば『くもとちゅうりっぷ』（1943年）は「セル洗い」を繰り返していたため、雨が降ったような線が顕著に見られる。
アメリカでも初期は高価だったため、セルは洗浄して再利用していた。アニメ製作者のチャック・ジョーンズはアブ・アイワークスのスタジオで行っていたと証言。また日本ではテレビ時代に入っても、『鉄人28号』（1963年）の制作でセル洗いを行っていたと、TCJ動画センター（現・エイケン）の鷺巣政安は証言している。
その後、セルの価格が下がり、またテレビ受像機の性能が向上して、小さな傷でもごまかしが利かなくなったことから、手間のかかる「セル洗い」は行われなくなった。

### セル画の商業利用
撮影が済んだセル画は、制作会社で保管、焼却・廃棄処分される他、映画封切り日の初回放映に来場したファンへのプレゼントやファン対象イベントの記念品などに供されていたが、1970年代末から1980年代のアニメブーム以降、キャラクターが描かれたセル画（絵コンテ、原画、動画、台本などとともに）の価値がアニメファンに認識され、アニメショップ「アニメポリス・ペロ」（東映動画設立）などの販売店や即売会などで販売されるようになった。
当時はアニメショップで300円から数千円ぐらいの相場であり、ファン同士のトレードもよく行われていた。アニメ会社側もセル画を保有していると資産とみなされるようになり、税金を取られるため、積極的に流通させるようになった。
一方で、セル画人気がエスカレートし、制作会社に見学に訪れる者や侵入した者によるセル画の盗難事件、盗品がまんだらけなどの古書店やインターネットオークションで販売される事件、偽物の流通も発生した。撮影済みのセル画ならともかく、『うる星やつら』第二期OP『Dancing Star』は撮影前に盗難され、突貫で再制作して放映が2週間伸びた。その他、経営破綻したプロダクションが手掛けていた作品では、会社倒産時の混乱に乗じて何者かによりセル画が持ち出され散逸し所在不明となったとされるものもある。
2000年代前半にはインターネットの発達により海外でも需要が高まり、セル画の価格が高騰。ジブリのセル画が1枚150万円前後まで跳ね上がるという事態にまでなった。
アニメ制作のデジタル移行後にも、視聴者プレゼントや販売などの目的でセル画が作成される場合があるが、プレミア的な高価格で販売される物を除いて、多くの物は印刷によるものである。デジタルのアニメの名シーンをセル画で欲しいという需要の為に、紙の動画用紙をスキャナではなくトレスマシンにかけて着彩した（実際のアニメで使用されない）「リレイズセル」というものも生み出された。アニメのデジタル化に伴い、アニメのセル画は今後新たに制作されることが無いのと、どうしても経年劣化が避けられないので状態の良いセル画が減っていくことから、既存のセル画の価格は高止まりしやすい。

### セルアニメのデジタル移行
日本初の連続テレビアニメ『鉄腕アトム』（1963年）の成功により、日本において手描きアニメ産業が成立して以降、1990年代までの商業作品は基本的に「セルアニメ」で、セル画が用いられていた。
セル画を用いず、専用機材を導入のうえ全編デジタル彩色での制作が開始されたのは、1997年4月放送分以降の『ゲゲゲの鬼太郎（アニメ第4作）』や1997年4月放送開始の『超特急ヒカリアン』などからである。また、長編アニメーション映画では1997年公開の『もののけ姫』などが3DCG描画と融合する一部分のシーンにおいてデジタル彩色による制作を取り入れている。しかしながら当時は過渡期であり、同時期に開始された『ポケットモンスター』などは放送開始後の約5年間はセル画による制作となり、アニメ制作会社毎に機材導入の進捗状況次第で導入の有無が分かれる時期でもあった。デジタル機材の導入は大変だったが、デジタル彩色の導入により、色数の制約も事実上なくなるなどメリットは大きかった。
このうち、東映アニメーション作品については1998年に『金田一少年の事件簿』第69話を最後にセル画制作を打ち切り、ほぼデジタル彩色に移行。他社の長期放送継続中の作品に関しても、1999年に『ちびまる子ちゃん』、2002年に『ドラえもん』と、2000年代前半までにほぼデジタル彩色による制作へ変更された。

### 3DCGの導入
日本では完全3DCGアニメは海外ほど流行せず、『ゴルゴ13』（1983年版）など3DCGと手描きの映像をそれぞれ用意し編集して一本の作品に仕上げる手法、背景やパーツ、動きの多いシーンなどで部分的に使用する方法が多い。全編トゥーンレンダリングを用いた作品も増加しているものの、手描きアニメが多数派を占める。

### セルアニメの終焉
セル画を使う最後から2番目のアニメだった『アストロボーイ・鉄腕アトム』が2004年に放映終了したことにより、2004年には『サザエさん』以外の全てのアニメがデジタル彩色となった。
『サザエさん』を製作していたエイケンはセル画による温かみ、安心感を重視する観点から、あえてアナログな作り方にこだわる姿勢を見せていた。だが、2000年代後半にはデジタル放送の普及に伴いテレビ放送のハイビジョン化が進み、アナログで撮影したセルアニメはチリが見えたり、セルの厚みによる影で輪郭がぼやけたりするなど、精細なハイビジョン画質と相性が良くない面があった。エイケンの幹部もテレビのデジタル化の進展による画像品質の向上などで、他作品との比較で映像品質について汚いなどの不満が視聴者から寄せられるようになれば『サザエさん』のセル画制作を断念せざるをえない、との見解を示していた。なお、同社の2001年の作品『ゴーゴー五つ子ら・ん・ど』（実制作：マジックバス）では全編デジタル彩色が導入され、『親子クラブ』についても2004年10月のフジテレビ放送分から同様の措置が取られている。
『サザエさん』も2005年より部分的にはデジタル化を行い、オープニングおよびエンディング部分と、CM、FNSの日スペシャル・特番などの特別版の本編については、セル画からデジタル彩色へ一部移行されていた。そして『サザエさん』2013年9月29日放送分をもって今までのセル画とフィルム撮影での本放送が完全終了することになり、2013年10月6日の放送分より本編を含めて完全デジタル彩色へ移行した（詳細はサザエさん (テレビアニメ)#特徴を参照）。これをもって、『鉄腕アトム』（1963年）以来50年間続いたセル画式のアニメはテレビから全て姿を消すこととなった。

### 「セル画」制作技術の消滅
日本国内のアニメ業界では、1990年代後半以降、デジタル彩色の導入が業界規模で進行した。その一方でセル画制作の技術を持つ人材の減少・高齢化が急速に進行し、並行して業務用セルの流通が減少したことで業界各社はセル画による制作の継続に不安を持ち、さらにデジタル彩色の普及が加速度的に進む結果になった。その中で、2000年代初頭の一時期にかけては、セル画の技術しか持たずデジタル彩色の技術習得の機会にも恵まれない中堅・ベテラン世代のフリーランスの彩色スタッフが一気に淘汰される結果にもなり、無事に業界に残った者の中にも、デジタル彩色の導入がテレビアニメほど急激に進まなかったアダルトアニメの制作に携わることで、デジタル彩色の技術を習得するまでギリギリ食い繋ぐなどといった状況が見られた。
2007年時点で、セル画を描ける人材は、『サザエさん』に携わるエイケンなど3・4社の約120人で、高齢化も進んでいた。『サザエさん』も日本国内のみではセル画制作が人手不足で間に合わないため、全体の20～30%は中国への外注に依存している状況であった。個人向けの画材として一部の大手画材店などでは販売が継続されていたものの、業務用としてまとまった量の入手が困難になってきたことから、教育機関・養成機関などでのセル画技術の養成はもはや行われていなかった。いずれにしても、セル画は材料がやがて入手不可能になるものと考えられていた。
『サザエさん』が2013年よりデジタル彩色に移行したことにより、商業アニメの制作の現場ではセル画は事実上過去のものとなった。

### セルアニメの復活
2024年放送開始のアニメ『負けヒロインが多すぎる!』のエンディング映像の一部でセル画が用いられた。これにより、商業アニメとして約10年ぶりにセル画制作のアニメが復活を果たし、デジタル彩色と併用したものに戻っている。

## 参考資料
- 山口且訓、渡辺泰『日本アニメーション映画史』（1977年、有文社）
- 御園まこと監修『図説テレビアニメ全書』（1999年、原書房） - エイケンの鷺巣政安へのインタビュー記事。
- 岡田斗司夫、山本弘、小牧雅伸『空前絶後のオタク座談会1 ヨイコ』（2001年、音楽専科社） - アニメブームの渦中のセル泥棒の話。
- 有馬哲夫『ディズニーとライバルたち―アメリカのカートゥン・メディア史』（2004年、フィルムアート社）
- 真野, 啓太 (2021). “細田守監督に20年前から聞きたかったオレンジ線の意味”. 朝日新聞デジタル (朝日新聞社).